# Convento de Don Juan de Alarcón
El convento de Don Juan de Alarcón, se encuentra en la calle de Valverde, 15, esquina con la calle de la Puebla, en la ciudad de Madrid, España.
Convento de don Juan de Alarcón es el nombre popular dado al convento de Nuestra Señora de la Concepción, de la orden de las Mercedarias Descalzas. Fundado en 1609 por el sacerdote Juan Pacheco de Alarcón, de donde toma el nombre, quien fue albacea de María de Miranda, viuda de Juan Arista de Zúñiga, señor de Montalvo.

## Iglesia

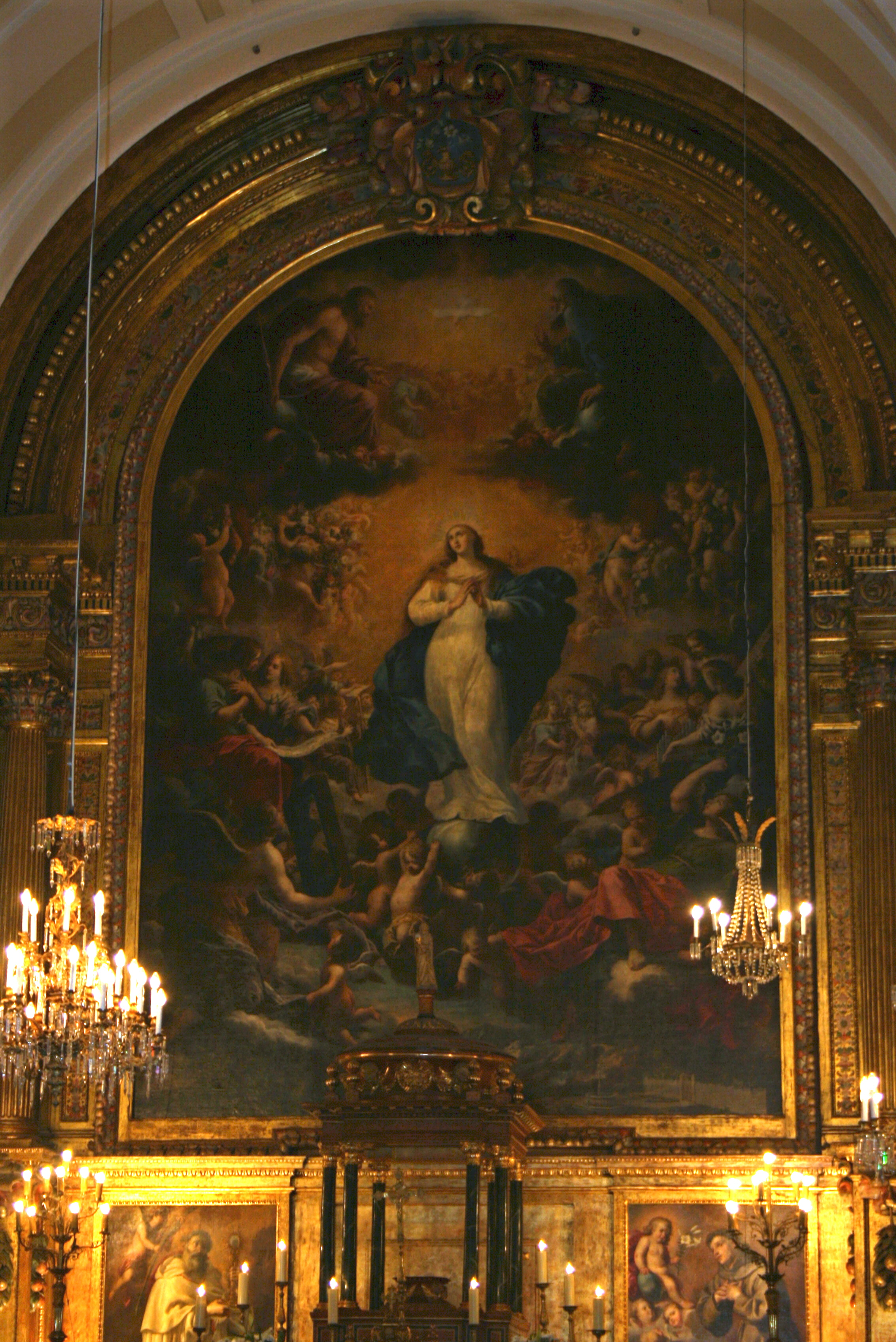
Retablo mayor del convento, con el cuadro de la Inmaculada Concepción, obra de Juan de Toledo

De la construcción del edificio se sabe que en 1656 se terminó la iglesia y que en 1671 se reformó el conjunto por parte del arquitecto Gaspar de la Peña.
La iglesia es un buen ejemplo de arquitectura barroca madrileña del siglo XVII. La fachada principal, que recae a la calle de la Puebla, sigue el modelo creado por el arquitecto fray Alberto de la Madre de Dios en el también madrileño Real Monasterio de la Encarnación, aunque simplificando la composición y sustituyendo la piedra por el más económico ladrillo. Hacia la calle de Valverde se abre una sencilla fachada decorada con una imagen de la titular del convento y motivos heráldicos.
En el interior de la iglesia, destaca el retablo mayor, con un gran cuadro del pintor Juan de Toledo representando a María Inmaculada acompañada de la Trinidad, con coros de ángeles y figuras alegóricas, destacando las que representan a la castidad y el voto mercedario. Se trata de una abigarrada composición, llena de movimiento y energía, muy característica del barroco cortesano del siglo XVII, y valiosa además por ser una de las escasísimas obras que se conservan de este artista. Del mismo autor son los lienzos de San Pedro Nolasco y San Antonio de Padua que ocupan el banco del retablo, así como los del altar colateral izquierdo, dedicado al fundador de la orden, san Pedro Nolasco.
Al lado opuesto, ocupa el altar el gran cuadro del Sueño de San José de Juan Montero de Rojas. Se conserva también un San Antonio Abad, obra de Antonio Arias, completando así una apreciable colección de pintura barroca madrileña, a la que se pueden agregar las numerosas pinturas conservadas en distintas dependencias del convento donde, aunque en buena parte anónimas, no faltan obras de Juan Antonio Frías y Escalante, Diego González de la Vega, Pedro el Mudo, Antonio Palomino y Antonio Castrejón, representado este con algún retrato. Asimismo, se encuentra en la iglesia el cuerpo incorrupto de la Beata Mariana de Jesús.